# Bezwijkmechanisme
Een bezwijkmechanisme is de manier waarop een materiaal of een onderdeel van een machine of een hele constructie onder invloed van een bepaalde belasting of door bepaald gebruik stuk gaat. 
Bij sterkteberekeningen van een constructie of machine wordt zo goed mogelijk rekening gehouden met alle potentiële manieren waarop falen van de constructie kan plaatsvinden en wordt, ter vermijding hiervan, de constructie versterkt of verstevigd, gebruikmakend van uit eerder onderzoek verkregen veiligheidsfactoren. Faalt de constructie alsnog dan spreekt men van bezwijken.
De (over)belasting kan, in werktuigbouwkundige constructies, bijvoorbeeld zijn trek, druk, afschuiving of instabiliteiten als knik, kip, pons of plooien. Aan de aard van de breuk is zowel bij een proefstuk als in werkelijkheid het werkelijk opgetreden bezwijkmechanisme te achterhalen. 
Andere factoren die leiden tot een bezwijken van een constructie kunnen bijvoorbeeld zijn: vermoeidheidsbreuken, materiaalfouten (bijvoorbeeld scheuren of roosterfouten), corrosie of slijtage. In sommige gevallen kan erosie een oorzaak zijn van bezwijken (bijvoorbeeld bij dijken en duinen).